# Парадоксални пулс
Парадоксални пулс (лат. pulsus paradoxus) је физикални знак од огромног дијагностичког и прогностичког значаја, који се може приметити у разним срчаним и вансрчаним стањима.

## Историја
Смањење волумена пулса током удах ваздуха (инспиријума) први је описао Ломер 1669. године код констриктивног перикардитиса. Сличан налаз описали су нешто касније Флојер, а потом и Вилијам 1850. године код болесника са бронхијалном астмом.
Немачки лекар Адолф Кусмаул први је сковао термин „парадоксални пулс“ (лат. pulsus paradoxus), 1873. године на основу клиничког налаза који је открио код три пацијента са констриктивним перикардитисом. Називом „парадокс“ он је желело да укаже на разлика између одсутности и присутног пулса током дисања и (2) односно на неправилност пулса која нестаје током удисаја ваздуха у плућа.

## Етиологија
Срчани узроци
- Тампонада срца.[5][6][4]
- Перикардни излив
- Констриктивни перикардитис.[7][8]
- Рестриктивна кардиомиопатија [9][10]
- Плућна емболија
- Акутни инфаркт миокарда.[11]
- Кардиогени шок.[12]
- Анафилактични шок.[13]

Екстракардијални плућни узроци
- Бронхијална астма.[14]
- Вентил пнеумоторакса

Екстракардијални ванплућни узроци
- Анафилактички шок (током давања урокиназе) [13]
- Волвулус желуца [15]
- Дијафрагмална кила [15]
- Тешка опструкција вене каве [9]
- Екстремна гојазност

## Патофизиологија
У нормалним условима, артеријски крвни притисак варира током респираторног циклуса, падајући с инспирацијом и дижући се са експирацијом. Промене унутаргрудног притисака током дисања преноси се на срце и велике крвне судове грудног коша. Током инспирације, десна комора а се растеже због повећаног венског повратка, интервентрикуларни септум излази у леву комору смањујући његову величину, а повећано накупљање крви у проширеним плућима смањује повратак крви у леву комору, смањујући ударни волумен леве коморе. Поред тога, негативан унутаргурдни притисак током инспирације преноси се и на аорту.
Због тога се током удаха пад волумена леве коморе манифестује као пад систолног крвног притиска. Супротно важи за издисање. Током мирног дисања, промене унутаргрудног притисака и крвног притиска су мали. Прихваћена горња граница пада систолног крвног притиска током удаха (инспирацијума) је 10 ммХг.

## Мерење парадоксалног пулса
Сфигмоманометрија манжетном
Пре почетка мерења пацијент се упозорава да не дише превише дубоко (јер је довољно да покрети грудног коша буду лако видљиви). Мерење почиње надувавањем манжетне сфигмоманометра до изнад систолног притиска. Ослушкивање Короткофових тонова прати се преко брахијалне артерије, док се изманжетна испушта ваздух брзином од отприлике 2 до 3 ммХг по откуцају срца. Највиши систолни притисак током експирације треба прво измерити и поново потврдити (када се Короткофови тонови чују само током истека). Манжетна се затим полако исдувава како би се успоставио притисак под којим Короткофовови тонови постају звучни и током инспирације. Ако разлика између ова два нивоа пређе 10 ммХг током мирног дисања, присутан је парадоксалан пулс.
Палпација
Обично се за процену карактера пулса препоручује палпација централних импулса (каротида). Ипак, парадоксални пулс се боље цени у периферним импулсима (радијално). Кад је парадоксални пулс јак, могуће је палпирати пад (смањење волумена пулса) током фазе удисања и пораст током експирацијске фазе.
Анализа артеријског таласа
У окружењу интензивне неге, где је доступан облик артеријског таласа, парадоксални пулса може се дијагностиковати визуелним приказом промена систолног крвног притиска током инспирацијске и експирацијске фазе дисања.
Анализа облика таласа пулсне оксиметрије
Ова техника је корисна код новорођенчади са срчаном тампонадом, и код пацијената са опструктивном болешћу дисајних путева, јер је пулсна оксиметрија доступна у одељењима хитне помоћи и хитним одељењима, као корисно неинвазивно средство за непрестану процену парадоксалног пулса и тежине удисања ваздуха.